# أوراق مالية متعثرة
الأوراق المالية المتعثرة هي الأوراق المالية للشركات أو الكيانات الحكومية التي تمر بضائقة مالية أو تنفيذية، أو تتخلف عن دفع مستحقاتها أو تكون في حالة إفلاس. عندما تكون هذه الأوراق سندات دين، تسمى الديون المتعثرة. يحمل شراء الأوراق المتعثرة أو الاحتفاظ بها مخاطرة كبيرة، لأن هذه الأوراق في حالة الإفلاس ستصبح بلا قيمة (تصبح قيمة الاسترداد صفر).
قد يكون الاستثمار الإستراتيجي المدروس في الأوراق المالية المتعثرة مُربحًا، إلا أنه يحمل مستوى عالٍ من المخاطرة، إذ قد تصبح الأوراق المالية عديمة القيمة. يتطلب هذا الاستثمار الكثير من الموارد والخبرة لتحليل كل أداة وتقييم وضعها في هيكلية رأس مال المصدر وتقييم احتمال الوصول إلى الانتعاش النهائي. تتجه الأوراق المالية المتعثرة للتداول بخصومات كبيرة على قيمتها الأساسية أو الاسمية وتكون بالتالي دون درجة الاستثمار. يقلل هذا عادةً من عدد المستثمرين المحتملين لصالح المستثمرين من المؤسسات الكبيرة، كصناديق التحوط وشركات الأسهم الخاصة وبنوك الاستثمار والشركات المتخصصة.
في عام 2012، قدّرَ الأستاذ الفخري في كلية ستيرن لإدارة الأعمال بجامعة نيويورك والخبير في نظرية الإفلاس إدوارد ألتمان أن هناك «أكثر من 200 مؤسسة مالية تستثمر ما يقدر بين 350 إلى 400 مليار دولار في سوق الديون المتعثرة في الولايات المتحدة».

## التاريخ
تطورت سوق الأوراق المالية المتعثرة حين ارتفع عدد الشركات العامة الكبرى التي تعاني من الضائقات المالية في الثمانينيات وأوائل التسعينيات. في عام 1992، قدر ألتمان، مُطور صيغة (السلم زيد) الذي يُستخدم للتنبؤ بالإفلاس في عام 1968، أن «القيمة السوقية لسندات الدين» الخاصة بالشركات المتعثرة «تبلغ نحو20.5 مليار دولار، وتقدر قيمتها الاسمية بنحو 42.6». بحلول عام 1993، تزايد اهتمام مجتمع الاستثمار بسوق الديون المتعثرة للشركات. جنت الأوراق المالية المتعثرة آنذاك «على الأقل نحو 10% زيادة عن الاستحقاق المقابل في سندات الخزانة الأمريكية... مع إضافة الدين الخاص وحقوق التسجيل العام، ترفع الديون التجارية للبنوك الخاصة والمطالبات التجارية للشركات المتعثرة والمتخلفة عن دفع المستحقات القيمة الدفترية الإجمالية للأوراق المالية المتعثرة والمتخلفة إلى 284 مليار دولار، بقيمة سوقية تبلغ 177 مليار دولار».

## إستراتيجية الاستثمار
تستغل إستراتيجية الاستثمار في سوق الأوراق المالية المتعثرة حقيقة أن الكثير من المستثمرين ليسوا قادرين على الاحتفاظ بأوراق مالية دون درجة الاستثمار.
يستخدم بعض المستثمرين الديون المتعثرة بشكل مدروس كاستثمار بديل، إذ يشترون الدين بخصومات كبيرة بهدف جني عائد مرتفع في حال لم تفلس الشركة أو البلد ولم تتخلف عن سداد المستحقات. المشترون الرئيسيون للأوراق المالية المتعثرة هم عادة مؤسسات تمتلك القدرة على الوصول إلى موارد متقدمة لإدارة المخاطر، كصناديق التحوط وشركات الأسهم الخاصة والوحدات في البنوك الاستثمارية. ويُشار إلى الشركات المتخصصة في الاستثمار في الديون المتعثرة بأنها صناديق انتهازية.
يحاول المستثمرون في الأوراق المالية المتعثرة التأثير على عمليات إعادة هيكلة الديون التي يقوم بها المصدر ومحاولاته لتضييق مجالات تركيزه وخططه الهادفة لتغيير عملياته. يمكن للمستثمرين أيضًا استثمار رأس مال جديد في شركة متعثرة على هيئة ديون أو حقوق ملكية. وفقًا لتقرير صدر عام 2006 عن إدوارد ألتمان أستاذ المالية في كلية ستيرن لإدارة لأعمال بجامعة نيويورك، حققت استثمارات الديون المتعثرة عائدًا أعلى بكثير من متوسط العائد في عام 2006، بوجود أكثر من 170 مستثمرًا في الديون المتعثرة للمؤسسات. استخدمت هذه المؤسسات «إستراتيجيات قوية ومتنوعة جدًا بما فيها الشراء السلبي التقليدي «الشراء والاحتفاظ» والمراجحة والإقراض المباشر للشركات المتعثرة وعناصر التحكم الفعال والاستثمار الأجنبي وشراء الأسهم الناشئة وشراء الأسهم خلال عمليات إعادة التنظيم التي تقوم بها الشركة في حالة إفلاس». والأوراق المالية المتعثرة الأكثر شيوعًا هي السندات والديون المصرفية.
على الرغم من عدم وجود تعريف دقيق للتعثر، فإن أدوات الدخل الثابت التي تجني عائد استحقاق يفوق معدل العائد الخالي من المخاطر (كسندات الخزانة) بنحو 1000 نقطة أساس تعتبر عمومًا متعثرة. تحصد الأوراق المالية المتعثرة معدل ج ج ج (CCC) أو أقل عند تقييمها من قبل وكالات مثل ستاندرد آند بورز و«مودي» وفيتش.

## إدارة المخاطر
بحلول عام 2006، أدى ازدياد شعبية صناديق التحوط الخاصة بالديون المتعثرة إلى زيادة عدد مؤشرات الأداء القياسي. محللو المخاطر والخبراء المتخصصون في الائتمان من العوامل الرئيسية لنجاح الاستثمارات البديلة كالاستثمار في الديون المتعثرة. ويعتمد هؤلاء على بيانات دقيقة من السوق تقدمها مؤسسات مثل «مؤشر العائد المرتفع سي دي إكس» وشركة غرافيتاس ومقرها الهند، والتي تجمع بين برمجيات إدارة المخاطر وتحليل المخاطر المتطور باستخدام التحليلات المتقدمة والنمذجة. وتقدم سيناريوهات مخصصة لتقييم آثار ومخاطر أحداث السوق. تستخدم غرافيتاس تقنية تحليل المخاطر آي بي إم (المعروفة سابقًا باسم الخوارزميات)، والتي تستخدمها أيضًا البنوك الكبرى، لمساعدة صناديق التحوط على تلبية المتطلبات التنظيمية وتحسين قرارات الاستثمار.
عندما تدخل الشركات في ضائقة مالية لفترة ما، يبيع الحائزون الأصليون غالباً سندات الدين أو الأوراق المالية الخاصة بالمصدر لمشترين جدد. كانت شراكات الاستثمار الخاصة كصناديق التحوط أهم المشترين للأوراق المالية المتعثرة. بحلول عام 2006، اشترت صناديق التحوط ما يفوق 25٪ من إمدادات السوق ذات العائد المرتفع لإتمام عمليات شراء الديون المتعثرة التقليدية. بحلول عام 2006، كانت «الإصدارات الجديدة التي صنفت بين ج ج ج و-ج ج ج (CCC to CCC-) في أعلى مستوياتها على الإطلاق إذ بلغت 20.1 مليار دولار». ومن المشترين أيضًا، شركات الوساطة المالية والصناديق المشتركة وشركات الأسهم الخاصة وصناديق الديون المتخصصة كالقروض المضمونة برهن الممتلكات.
تملك الولايات المتحدة سوق الأوراق المالية المتعثرة الأكثر تقدمًا. وأصبحت السوق الدولية وخاصة في أوروبا أكثر نشاطًا في السنوات الأخيرة، فقد ازداد مبلغ الإقراض ذو المديونية، وأصبحت معايير رأس المال في البنوك أكثر صرامة ووُحدت المعالجة المحاسبية للقروض المتعثرة وحُدثت قوانين الإعسار.
بالإضافة إلى ضرورة إجراء تقييم لقدرة المصدر على تحسين عملياته من قبل المستثمرين في الأوراق المالية المتعثرة، يجب معرفة ما إذا كانت عملية إعادة الهيكلة «التي تتطلب في كثير من الأحيان إشراف المحكمة» ستفيد فئة من الأوراق المالية أكثر من غيرها.

## الديون السيادية
في عام 2003، لاحظ سيفيك أن ظهور سوق الديون الثانوية أدى إلى «منازعات الديون السيادية الحديثة» وخلق قطاع من «المقاضين المتخصصين لمقاضاة الدول الأجنبية».
في مقال نُشر عام 2010، عاين بلاكمان وموخي سلسلة من الادعاءات التي استخدمها مستثمرو الصناديق المتعثرة في دعاوى قضائية ضد دول ذات سيادة متعثرة. تضمنت خطة الأعمال شراء أدوات الدين السيادي بخصم كبير مع مخاطر كبيرة جدًا، ومحاولة تطبيق المطالبة الكاملة بعد ذلك. تكون هذه الإستراتيجية أكثر فعالية حين تفتقر الدولة ذات السيادة إلى الحماية من الإفلاس. ومع هذا، يُقيَد هؤلاء المستثمرين عبرـ «قواعد الحصانة السيادية التي سنتها الهيئات التشريعية الوطنية وأعدتها المحاكم الوطنية» لحماية الدول القومية الضعيفة من التقاضي.
المدينون من القطاع الخاص لديهم مصدر للحماية من الإفلاس، لكن الدول ذات السيادة لا تملك ذلك. كانت هناك «دعوات متفرقة لمماثلة إفلاس الدول ذات السيادة» بإفلاس المدينين من القطاع الخاص، ولكنها افتقرت إلى الزخم.
تبعًا لمجموعة بنك التنمية الإفريقي، فإن ما لا يقل عن عشرين دولة فقيرة مثقلة بالديون في إفريقيا تعرضت للتهديد أو لإجراءات قانونية من قبل الدائنين التجاريين وصناديق التحوط منذ عام 1999.